# Бетелгейзе
Бѐтелгейзе (α Orioni, Алфа от Орион) е червен свръхгигант, намиращ се на около 650 светлинни години от Земята. Бетелгейзе е обикновено десетата по яркост звезда на нощното небе.
Спектралният клас на Бетелгейзе е M2Iab. Радиусът ѝ е около 1180 пъти по-голям от този на Слънцето, има до 18 пъти по-голяма маса от него, а светимостта ѝ е 140 000 пъти по-голяма от слънчевата. Възрастта на Бетелгейзе се оценява на около 8 – 8,5 милиона години. Бетелгейзе е първата звезда, чиито размери са били изчислени. Ако бъде поставена в центъра на Слънчевата система, Бетелгейзе би обхванала орбитите на Меркурий, Венера, Земята, Марс и Юпитер.
Бетелгейзе се намира в късен стадий от своята еволюция. Водородът в недрата ѝ е изчерпан и се образуват по-тежки елементи. От повърхността ѝ изтича материя, поради което около самата звезда се е образувала газово-прахова обвивка с размери, надминаващи стотици пъти размерите на самата звезда. Възможно е Бетелгейзе вече да е избухнала като свръхнова, но светлината от това събитие още да не е достигнала до нас.

## Номенклатура
Йохан Байер дава името α Orionis на звездата през 1603 г. Традиционното име Бетелгейзе произхожда от арабското إبط الجوزاء Ibṭ al-Jauzā, означаващо „подмишницата на Орион“, или يد الجوزاء Yad al-Jauzā, значещо „ръката на Орион“.

## Наблюдение
Поради отличителния си оранжево-червен цвят и местоположение в Орион, Бетелгейзе се забелязва лесно с невъоръжено око в нощното небе. Това е една от трите звезди, съставящи астеризма Зимния триъгълник. Освен това тя представлява центъра на Зимния кръг. В началото на януари всяка година тя може да се види как изгрява от изток малко след залез Слънце. Между средата на септември и средата на март тя се вижда от всяко населено място на Земята. През май (при умерените северни географски ширини) или през юни (при умерените южни географски ширини) червеният свръхгигант може да се види за кратко на западния хоризонт след залез Слънце, а след няколко месеца се появява отново на източния хоризонт преди изгрев Слънце. През юни-юли тя е невидима с невъоръжено око, освен по пладне в антарктическите региони между 70° и 80°.
Бетелгейзе е променлива звезда, чиято видима величина варира от 0,0 до +1,6. В дадени периоди задминава Ригел, ставайки шестата най-ярка звезда в небето, а при определени условия е по-ярка и от Капела. Когато е най-бледа, Бетелгейзе може да бъде задмината от Денеб и Бекрукс (и двете леко променливи), ставайки двадесетата най-ярка звезда в небето.
Звездата има B–V цветови индекс от 1,85. Фотосферата ѝ има обширна атмосфера, която проявява силни емисионни линии, вместо абсорбционни такива – явление, което се появява, когато звездата се обградена от дебела газова обвивка. Тази газова атмосфера се движи навътре и навън спрямо Бетелгейзе, в зависимост от колебанията във фотосферата. Само около 13% от енергията на излъчване на звездата е във видимия диапазон. Ако човешките очи бяха чувствителни към всички дължини на вълната, тогава Бетелгейзе щеше да изглежда като най-ярката звезда в нощното небе.
Различни каталози изброяват до девет бледи придружителя на Бетелгейзе. Те са на разстояние от 1 до 4 аркминути и са все с видима величина над 10.
През декември 2019 г. астрономи докладват, че яркостта на звездата е намаляла драстично, което може да е индикатор, че тя е в последния етап на еволюцията си. Данни от 22 февруари 2020 г., обаче, сочат, че Бетелгейзе е спряла да потъмнява и вероятно възвръща яркостта си. Изследвания от 24 февруари 2020 г. не намират разлика в инфрачервения диапазон спрямо предходните 50 години, което ще рече, че предстоящото сриване на ядрото е слабо вероятно.
По принцип Бетелгейзе се счита за единична бягаща звезда, която не е свързана с определен куп или област на звездообразуване, макар родното ѝ място все още да не е определено.
През 2008 г. Very Large Array измерва паралакс от 5,07 ± 1,10 милиарксекунди, което се равнява на разстояние до звездата 643 ± 146 светлинни години (197 ± 45 парсека). Покрай по-нататъшните наблюдения на Atacama Large Millimeter Array резултатите са обновени до паралакс от 4,51 ± 0,8 милиарксекунди и разстояние от 222+34
−48 парсека.
Бетелгейзе се класифицира като полуправилна променлива звезда, което ще рече, че известна периодичност е видима в яркостта ѝ, но амплитудите могат да варират, циклите имат различна дълготрайност и са възможни периоди на нередовност. Звездата обикновено се поставя в подгрупата SRc, включваща пулсиращи червени свръхгиганти с амплитуда около 1 величина и периоди от десетки до стотици дни. Радиалните пулсации са червените свръхгиганти са добре моделирани и показват, че периоди от няколкостотин дни обикновено се дължат на нормална или първа обертонова пулсация. Линиите в спектъра на звездата показват Доплерово отместване, което свидетелства за промени в радиалната скорост, които грубо съответстват на промените в яркостта. Все пак, съответстващи температурни или спектрални изменения не са категорично засечени. Източникът на продължителните вторични периоди не е известен, но те не могат да бъдат обяснени с радиални пулсации. Интерферометричните наблюдения на Бетелгейзе показват горещи петна, за които се смята, че са образувани от огромни клетки на конвекция. Те представляват значителна част от площта на звездата, като всяка от тях излъчва по 5 – 10% от общата светлина на звездата. Освен дискретните преобладаващи периоди, стохастични вариации с малка амплитуда също са наблюдавани.
Последните модели на Бетелгейзе приемат фотосферичен ъглов диаметър от около 43 милиарксекунди, като външните слоеве достигат до 50 – 60 милиарксекунди. Ако разстоянието до звездата се приеме за 197 парсека, то звездният ѝ радиус следва да е около 887 ± 203 R☉. До 1997 г. се е считало, че Бетелгейзе има най-големият ъглов диаметър от всички звезди в небето след Слънцето, но впоследствие губи това си отличие в полза на R Златна рибка.

## Физични характеристики
Бетелгейзе е много голяма и светима, но хладна звезда от спектрален клас M1-2 Ia-ab. Това я прави червен свръхгигант с относително ниска фотосферична температура и средна светимост, между тази на нормален свръхгигант и на светим свръхгигант. От 1943 г. спектърът на Бетелгейзе служи като опорна точка, спрямо която се класифицират други звезди.
Съмненията относно повърхностната температура на звездата, диаметърът ѝ и разстоянието до нея затрудняват извършването на прецизно измерване на светимостта ѝ, но изследване от 2020 г. поставят светимостта ѝ около 126 000 L☉ при разстояние 200 парсека. Изследванията след 2001 г. докладват ефективна температура от 3250 до 3690 K. Стойности извън тези граници са докладвани в миналото, като за голяма част от вариациите се счита, че са верни и се дължат на пулсации в звездната атмосфера. Звездата има бавно въртене, като последно скоростта ѝ е отчетена като 5 km/s. На Бетелгейзе са нужни около 8,4 години, за да се завърти около оста си.
През 2004 г. астрономите, използвайки компютърни симулации, спекулират, че дори ако Бетелгейзе не се върти, тя може да проявява мащабна магнитна активност във външните слоеве на атмосферата си – фактор, при който дори умерено силните полета биха могли да окажат значително влияние върху звездния прах, звездния вятър и загубите на масата на звездата. Поредица спектрополариметрични наблюдения от 2010 г. разкриват наличието на слабо магнитно поле на повърхността на Бетелгейзе, което предполага, че гигантските конвективни движения на свръхгигантските звезди са способни да задействат динамо ефект в малък мащаб.
Бетелгейзе няма открити орбитални придружители, така че масата ѝ не може да се изчисли чрез тях. Съвременните оценки на масата ѝ от теоретичните модели дават стойности от 9,5 до 21 M☉. Изчислено е, че Бетелгейзе е започнала живота си като звезда с маса 15 – 20 M☉. Нов метод за определяне на масите на свръхгигантите, предложен през 2011 г., поставя текущата маса на звездата на 11,6 M☉, с горна граница от 16,6 M☉ и долна граница от 7,7 M☉, съдейки по наблюденията на профила на интензитета на звездата и използвайки фотосферично измерване от грубо 955 R☉. Моделите, подходящи спрямо еволюционния път на звездата, дават сегашна маса от 19,4 – 19,7 M☉ от първоначална маса 20 M☉.
Кинематиката на Бетелгейзе е сложна. Ако се започне от текущата ѝ позиция и се проектира движението ѝ назад във времето, това ще я отведе на 290 парсека по-надалеч от галактичната равнина – слабо вероятно местоположение, тъй като там няма регион на активно звездообразуване. Освен това проектираният маршрут на Бетелгейзе не пресича субасоциацията 25 Orionis. Следователно, силно вероятно е Бетелгейзе в миналото да е имала различно движение в Космоса, което впоследствие се е променило, вероятно след избухване на близка свръхнова. През януари 2013 г. наблюденията на космическата обсерватория Хершел разкриват, че звездните ветрове се разбиват в околната междузведна среда.
Най-вероятният сценарий за образуването на Бетелгейзе е, че това е звезда беглец от асоциацията Орион OB1. Първоначално е била член на множествена система в голяма маса и вероятно се е образувала преди 10 – 12 милиона години, но е еволюирала бързо вследствие голямата си маса.
Както много млади звезди в Орион, чиято маса е по-голяма от 10 M☉, Бетелгейзе ще изразходи горивото си бързо и няма да съществува дълго време. На диаграмата на Херцшпрунг-Ръсел Бетелгейзе е излязла от главната последователност и е набъбнала до червен свръхгигант. Макар още млада, тя е изчерпала водорода в ядрото си, което е накарало ядрото да се свие под въздействието на гравитацията в по-горещо и по-плътно състояние. В резултат на това хелият е започнал да се синтезира във въглерод и кислород, при което се е запалила водородна обвивка около ядрото. Тази обвивка и свиващото се ядро карат външния слой да се разшири и охлади. Масата ѝ е такава, че накрая звездата ще започна да синтезира по-тежки елементи, като неон, магнезий, силиций до желязо. По това време тя ще претърпи колапс и ще се взриви, вероятно в свръхнова тип II.
През късния етап от звездната си еволюция, масивните звезди като Бетелгейзе имат висок темп на загуба на маса, вероятно до една слънчева маса на всеки 10 000 години, което води до сложна околозвездна среда, която е в постоянен поток. Все пак физичният механизъм все още не е добре изучен. Когато Мартин Шварцшилд първи предлага теорията си, включваща огромни конвекционни клетки, той твърди, че вероятно те предизвикват загубата на маса при еволюиралите свръхгиганти като Бетелгейзе. Скорошните изследвания подкрепят тази хипотеза, макар все още да съществуват неясноти относно структурата на конвекцията им, механизма на загуба на маса, начина на образуване на прах във външната атмосфера и условията, които предвещават драматичния им край като свръхнова тип II. Съвременните наблюдения подсказват, че звезда като Бетелгейзе може да прекара част от живота си като червен свръхгигант, но след това да се превърне отново в жълт свръхгигант и след това да се взриви като син свръхгигант или звезда на Волф-Райе. Все пак астрономите може би са близо до това да разрешат тази мистерия. Забелязана е голяма струя от газ, разпростираща се на голямо разстояние, което сочи, че Бетелгейзе не изхвърля материя равномерно във всички посоки. Наличието на тази струя внушава, че сферичната симетрия на звездната фотосфера не се запазва в нейно близко съседство. Асиметрии в звездния диск са намерени на различни дължини на вълната, благодарение на усъвършенстваните възможности на Very Large Telescope. Двата механизма, които биха могли да причинят такава асиметрична загуба на маса, са мащабни клетки на конвекция или полярна загуба на маса, вероятно вследствие на въртенето.
Освен фотосферата са идентифицирани още шест други компонента на атмосферата на Бетелгейзе. Те представляват: молекулярна среда, газова обвивка, хромосфера, прахова среда и две външни обвивки (S1 и S2), съставени от въглероден оксид. Някои от тези елементи са асиметрични, докато други се препокриват.
Бетелгейзе пътува със свръхзвукова скорост през междузведната среда, с 30 km/s, което създава ударна вълна. Тази вълна не се създава от звездата, а от мощния ѝ звезден вятър, изхвърлящ огромно количества газ в междузвездната среда със скорост 17 km/s, нагрявайки материята около звездата и правейки я видима в инфрачервения диапазон. Тъй като звездата е толкова ярка, нейната ударна вълна е открита чак през 1997 г. Кометната структура е широка поне един парсек. Хидродинамични симулации на ударната вълна, направени през 2012 г., сочат, че тя е много млада – на по-малко от 30 000 години, което говори за две възможности: Бетелгейзе е навлязла в област от междузвездното пространство с различни свойства или е претърпяла значителна трансформация на звездния си вятър.